# Associazione Calcio Siena 2013-2014
Questa voce raccoglie le informazioni riguardanti l'Associazione Calcio Siena nelle competizioni ufficiali della stagione 2013-2014.

## Stagione
Dopo due stagioni consecutive in Serie A, il Siena torna a giocare in Serie B nella stagione 2013-2014.
I bianconeri, iscrittasi in extremis al campionato, sono dovuti partire da -2 «per non aver documentato agli Organi federali competenti l'avvenuto pagamento di ritenute Irpef, di contributi Inps e di emolumenti dovuti ai propri tesserati». Successivamente la squadra toscana si è vista tolto un ulteriore punto in classifica per il mancato deposito della fidejussione bancaria.
Alla guida tecnica della squadra, al posto di Giuseppe Iachini, viene ingaggiato Mario Beretta, già allenatore della squadra nel 2006 e nel 2008; il suo vice è Max Canzi.
Il primo incontro ufficiale della stagione, è il secondo turno di Coppa Italia dell'11 agosto contro il Pisa: la gara si è conclusa con la vittoria del Siena per 4-1. L'esordio in campionato della Robur avviene il 24 agosto nella gara prima gara della Serie B, giocata in casa contro il Crotone e terminata con la vittoria 5-2 per i toscani.
Il 2 ottobre il Siena subisce un ulteriore decurtazione di due punti in classifica per il mancato pagamento degli stipendi ai tesserati.
A dicembre, grazie ad una delibera, l'impianto sportivo è tornato alla precedente denominazione priva di riferimenti allo sponsor Monte Paschi Siena.
Il 3 aprile 2014 la Commissione Disciplinare Nazionale, assegna un punto di penalizzazione al club toscano (otto punti in meno in tutto).
Il 15 luglio, il Siena viene dichiarato fallito a causa dei debiti contratti. Il 22 luglio, dopo la mancata iscrizione del club, viene reso noto dalla FIGC lo svincolo di tutti i tesserati della Robur.

## Divise e sponsor
Concluso il rapporto contrattuale con il Monte dei Paschi di Siena a causa delle difficoltà dell'istituto di credito, la maglia non presenta alcuno sponsor ufficiale; come fornitore tecnico si riconferma la Kappa. Una novità riguardante tutte le squadre di Serie B, è l'introduzione del logo dell'azienda NGM, in qualità di Top Sponsor del campionato, sotto il numero di maglia di ciascun giocatore.
La prima divisa presenta le classiche strisce verticali bianconere, colletto a polo bianco e maniche nere con bordi bianchi; i pantaloncini sono neri con a lato i loghi della Kappa in bianco, mentre i calzettoni sono neri bordati di bianco. La seconda divisa è completamente verde chiaro: nella maglia colletto (a girocollo) e bordi delle maniche sono neri, essa è inoltre decorata con una striscia bianconera orizzontale sul petto, i calzoncini presentano ai lati i loghi neri del fornitore tecnico, i calzettoni sono bordati di nero. La terza divisa (utilizzata in Coppa Italia) è completamente nera, fatta eccezione per una linea orizzontale bianca nella maglia a livello del petto, i loghi della Kappa ai lati dei calzoncini e i bordi dei calzettoni, anch'essi candidi.
| Casa | Trasferta | Terza divisa |

## Organigramma societario
- Presidente: Massimo Mezzaroma
- Vicepresidente: Valentina Mezzaroma
- Consiglio di amministrazione: Massimo Mezzaroma, Valentina Mezzaroma, Giuseppe Bernardini, Massimo Cherubini, Alberto Parri
- Responsabile area tecnica: Stefano Antonelli
- Team manager: Claudio Culini
- Delegato alla sicurezza e Responsabile del personale: Massimo Bortoletto
- Responsabile tecnico delle infrastrutture: Christian B. Pallanch
- Segretario generale: Stefano Pedrelli
- Segreteria generale: Angela Del Santo
- Responsabile ufficio stampa: Orlando Pacchiani
- Direttore marketing: Giuseppe Cormio
- Ufficio Stampa: Maria Cecilia Tarabochia, Grazia Fancello, Flavia Mandarini
- Responsabile biglietteria: Serena Mocenni

- Responsabile settore giovanile: Andrea Innocenti
- Organizzazione e logistica settore giovanile: Antonello Ippedico
- Segreteria settore giovanile: Sandro Maffei, Beatrice Ermini
- Responsabile pronto intervento strutturale e impiantistico stadio: Fulvio Muzzi
- Responsabile amministrazione, finanza e controllo: Vincenzo Loi
- Responsabile rapporti con il territorio e delegato ai rapporti con la tifoseria: Mauro Pagliantini
- Responsabile magazzino: Alessandro Mecacci
- Centralino: Francesca Mugnaioli
- Collegio Sindacale

Presidente: Emma Capalbo
Componenti: Riccardo Losi, Antonino Leggeri

### Rosa
Rosa e numerazione sono aggiornati al 4 aprile 2014.
| N. |                    | Ruolo | Calciatore                   |
| -- | ------------------ | ----- | ---------------------------- |
| 1  | Italia (bandiera)  | P     | Eugenio Lamanna              |
| 2  | Italia (bandiera)  | D     | Giulio Mulas                 |
| 3  | Croazia (bandiera) | D     | Manuel Pamić                 |
| 3  | Italia (bandiera)  | D     | Fabrizio Grillo              |
| 5  | Italia (bandiera)  | D     | Paolo Dellafiore             |
| 6  | Brasile (bandiera) | D     | Ângelo                       |
| 7  | Italia (bandiera)  | D     | Luca Ceccarelli              |
| 7  | Italia (bandiera)  | A     | Niccolò Giannetti            |
| 8  | Italia (bandiera)  | C     | Simone Vergassola (capitano) |
| 9  | Italia (bandiera)  | A     | Diego Fabbrini               |
| 9  | Italia (bandiera)  | A     | Michele Paolucci             |
| 10 | Brasile (bandiera) | A     | Thomás Jaguaribe             |
| 11 | Marocco (bandiera) | D     | Zouhair Feddal               |
| 12 | Italia (bandiera)  | P     | Simone Farelli               |
| 13 | Italia (bandiera)  | A     | Gianvito Plasmati            |
| 13 | Italia (bandiera)  | D     | Luca Crescenzi               |
| 14 | Italia (bandiera)  | A     | Luca Scapuzzi                |
| 15 | Italia (bandiera)  | D     | Kevin Bonifazi               |
| 16 | Italia (bandiera)  | C     | Daniele Mannini              |
| 17 | Italia (bandiera)  | D     | Nicola Belmonte              |

| N. |                      | Ruolo | Calciatore            |
| -- | -------------------- | ----- | --------------------- |
| 18 | Croazia (bandiera)   | D     | Mato Miloš            |
| 19 | Argentina (bandiera) | D     | Santiago Morero       |
| 20 | Italia (bandiera)    | C     | Alessandro Rosina     |
| 21 | Italia (bandiera)    | C     | Gaetano D'Agostino    |
| 22 | Italia (bandiera)    | P     | Mattia Di Vincenzo    |
| 23 | Italia (bandiera)    | C     | Andrea Schiavone      |
| 24 | Italia (bandiera)    | C     | Leonardo Spinazzola   |
| 24 | Italia (bandiera)    | C     | Saverio Camilli       |
| 26 | Italia (bandiera)    | C     | Francesco Valiani     |
| 27 | Italia (bandiera)    | A     | Lorenzo Rosseti       |
| 28 | Italia (bandiera)    | C     | Simone Monni          |
| 29 | Uruguay (bandiera)   | C     | Guillermo Giacomazzi  |
| 30 | Italia (bandiera)    | C     | Nico Pulzetti         |
| 31 | Italia (bandiera)    | P     | Emanuele Conti        |
| 32 | Argentina (bandiera) | D     | Carlos Matheu         |
| 33 | Italia (bandiera)    | C     | Federico Proia        |
| 34 | Italia (bandiera)    | A     | Pierluigi Cappelluzzo |
| 35 | Spagna (bandiera)    | A     | Rafa Jordà            |
| 36 | Italia (bandiera)    | D     | Alessio Lo Porto      |

## Calciomercato

### Trasferimenti sessione estiva
| Acquisti | Acquisti             | Acquisti        | Acquisti                   |
| R.       | Nome                 | da              | Modalità                   |
| -------- | -------------------- | --------------- | -------------------------- |
| D        | Santiago Morero      | Chievo          | definitivo                 |
| D        | Luca Crescenzi       | Lazio           | prestito                   |
| A        | Thomás Jaguaribe     | Flamengo        | prestito                   |
| C        | Guillermo Giacomazzi |                 | svincolato                 |
| C        | Nico Pulzetti        | Bologna         | prestito                   |
| D        | Pasquale Turi        | Pavia           | definitivo                 |
| C        | Leonardo Spinazzola  | Juventus        | prestito                   |
| D        | Carlos Matheu        | Atalanta        | definitivo                 |
| C        | Frano Milnar         | Udinese         | prestito                   |
| P        | Alin Bucuroiu        | Udinese         | definitivo                 |
| D        | Matteo Rubin         | Torino          | riscatto compartecipazione |
| D        | Fabrizio Grillo      | Varese          | comproprietà               |
| D        | Giulio Mulas         | Parma           | prestito                   |
| A        | Luca Scapuzzi        | Manchester City | prestito                   |
| D        | Zouhair Feddal       | Parma           | prestito                   |

| Cessioni | Cessioni           | Cessioni             | Cessioni          |
| R.       | Nome               | a                    | Modalità          |
| -------- | ------------------ | -------------------- | ----------------- |
| D        | Felipe             | Parma                | fine prestito     |
| A        | Nicola Pozzi       | Sampdoria            | fine prestito     |
| C        | Alessio Sestu      |                      | svincolato        |
| A        | Erjon Bogdani      |                      | svincolato        |
| A        | Marcelo Larrondo   | Torino               | comproprietà      |
| D        | Massimo Paci       | Brescia              | definitivo        |
| C        | Francesco Bolzoni  | Palermo              | definitivo        |
| A        | Reginaldo          | Vasco da Gama        | definitivo        |
| A        | Nicholas Redi      | Castel Rigone        | prestito          |
| D        | Gaetano Capogrosso | Bellaria Igea Marina | prestito          |
| D        | Gaël Genevier      | Novara               | prestito          |
| D        | Giulio Mulas       | Parma                | compartecipazione |
| D        | Matteo Rubin       | Verona               | prestito          |
| P        | Gianluca Pegolo    | Sassuolo             | definitivo        |
| A        | Luigi Canotto      | Sorrento             | prestito          |
| A        | Innocent Emeghara  | Livorno              | prestito          |
| C        | Alessio Lalli      | Sorrento             | prestito          |

### Trasferimenti sessione invernale dal 3/1/2014 al 31/1/2014
| Acquisti | Acquisti                | Acquisti   | Acquisti          |
| R.       | Nome                    | da         | Modalità          |
| -------- | ----------------------- | ---------- | ----------------- |
| A        | Gianvito Plasmati       | Lanciano   | definitivo        |
| D        | Manuel Pamić            | Chievo     | prestito          |
| D        | Matteo Rubin            | Verona     | fine prestito     |
| C        | Gianmarco D'Alessandris | Latina     | compartecipazione |
| D        | Simone Barigelli        | Nocerina   | fine prestito     |
| C        | Lorenzo Garbinesi       | Arezzo     | prestito          |
| A        | Filippo Viciani         | Poggibonsi | fine prestito     |
| A        | Diego Fabbrini          | Watford    | prestito          |
| D        | Luca Ceccarelli         | Spezia     | prestito          |

| Cessioni | Cessioni          | Cessioni | Cessioni          |
| R.       | Nome              | a        | Modalità          |
| -------- | ----------------- | -------- | ----------------- |
| D        | Luca Crescenzi    | Pisa     | prestito          |
| D        | Daniele Mannini   | Pisa     | prestito          |
| A        | Michele Paolucci  | Latina   | definitivo        |
| A        | Niccolò Giannetti | Spezia   | compartecipazione |
| D        | Matteo Rubin      | Chievo   | prestito          |
| D        | Fabrizio Grillo   | Varese   | prestito          |

### Trasferimenti tra le due sessioni
| Acquisti | Acquisti   | Acquisti | Acquisti   |
| R.       | Nome       | da       | Modalità   |
| -------- | ---------- | -------- | ---------- |
| A        | Rafa Jordà |          | svincolato |

## Risultati

### Serie B

#### Girone di andata
| Arbitro: | Borriello (Mantova) |

|                                                         |           |                 |
| D'Agostino 16’ 41’ Paolucci 26’ Rosina 78’ Pulzetti 88’ | Marcatori | 48’, 82’ Matute |

| Arbitro: | Cervellera (Taranto) |

|                         |           |              |
| F. Lazzari 49’ Comi 90’ | Marcatori | 71’ Pulzetti |

| Arbitro: | Ciampi (Roma) |

|                                            |           |                            |
| Giannetti 6’ G. D'Agostino 8’ Paolucci 36’ | Marcatori | 39’ Calderoni 90+1’ Galano |

| Arbitro: | Gavillucci (Latina) |

|                                   |           |                            |
| Scozzarella 24’ Vitale 32’ (rig.) | Marcatori | 37’ Giannetti 66’ Paolucci |

| Arbitro: | Baracani (Firenze) |

|               |           |               |
| Giannetti 67’ | Marcatori | 41’ Antenucci |

| Empoli 24 settembre 2013, ore 20:30 CEST 6ª giornata | Empoli            | 0 – 0 referto | Siena | Stadio Carlo Castellani\| Arbitro: \| Mariani (Aprilia) \| |
| Arbitro:                                             | Mariani (Aprilia) |               |       |                                                            |

| Arbitro: | Ostinelli (Como) |

|                              |           |                       |
| Paolucci 23’ Giannetti 90+2’ | Marcatori | 44’ (rig.) M. Mancosu |

| Arbitro: | Borriello (Mantova) |

|                  |           |              |
| Succi 90’ (rig.) | Marcatori | 60’ Pulzetti |

| Arbitro: | Chiffi (Padova) |

|                                |           |  |
| Giacomazzi 37’ Rosina 49’, 80’ | Marcatori |  |

| Arbitro: | Ciampi (Roma) |

|                          |           |                                       |
| Grillo 10’ Giannetti 50’ | Marcatori | 39’, 42’ (rig.) Hernández 88’ Belotti |

| Arbitro: | Aureliano (Bologna) |

|                                   |           |                             |
| Coletti 25’ Giacomazzi 42’ (aut.) | Marcatori | 68’ Pulzetti 77’ D'Agostino |

| Arbitro: | Ghersini (Genova) |

|               |           |                  |
| Giannetti 62’ | Marcatori | 90+1’ Di Roberto |

| Arbitro: | Nasca (Bari) |

|             |           |            |
| Plasmati 8’ | Marcatori | 84’ Rosina |

| Arbitro: | Di Bello (Brindisi) |

|                          |           |  |
| Giannetti 83’ Rosina 85’ | Marcatori |  |

| Arbitro: | Merchiori (Ferrara) |

|  |           |                |
|  | Marcatori | 60’ Vergassola |

| Arbitro: | Ostinelli (Como) |

|                      |           |               |
| Mazzarani 45’ (rig.) | Marcatori | 90+3’ Rosseti |

| Arbitro: | Fabbri (Ravenna) |

|                |           |                                     |
| Giacomazzi 31’ | Marcatori | 14’ Ragusa 21’ Politano 55’ Maniero |

| Arbitro: | Gavillucci (Latina) |

|  |           |                        |
|  | Marcatori | 39’ Rosina 48’ Rosseti |

| Arbitro: | Chiffi (Padova) |

|             |           |  |
| Rosseti 38’ | Marcatori |  |

| Arbitro: | Merchiori (Ferrara) |

|                                       |           |                           |
| Lamanna 22’ (aut.) Musacci 88’ (rig.) | Marcatori | 45’ Pulzetti 84’ Paolucci |

| Arbitro: | Mariani (Aprilia) |

|               |           |           |
| Schiavone 56’ | Marcatori | 82’ Corti |

#### Girone di ritorno
| Crotone 27 gennaio 2014, ore 20:30 CET 22ª giornata | Crotone              | 0 – 0 referto | Siena | Stadio Ezio Scida (4.366 spett.)\| Arbitro: \| Pairetto (Nichelino) \| |
| Arbitro:                                            | Pairetto (Nichelino) |               |       |                                                                        |

| Arbitro: | Pasqua (Tivoli) |

|            |           |  |
| Rosina 24’ | Marcatori |  |

| Arbitro: | Manganiello (Pinerolo) |

|                             |           |                 |
| João Silva 2’ Defendi 45+1’ | Marcatori | 56’ Cappelluzzo |

| Arbitro: | La Penna (Roma) |

|                  |           |  |
| Dellafiore 90+4’ | Marcatori |  |

| Arbitro: | Bruno (Torino) |

|                           |           |                               |
| Antenucci 48’ Litteri 55’ | Marcatori | 71’ (rig.) Rosina 85’ Rosseti |

| Arbitro: | Merchiori (Ferrara) |

|                |           |                      |
| Rafa Jordà 86’ | Marcatori | 67’ (rig.) Maccarone |

| Arbitro: | Di Bello (Brindisi) |

|  |           |                   |
|  | Marcatori | 63’, 80’ Pulzetti |

| Arbitro: | Candussio (Cervignano del Friuli) |

|              |           |  |
| Belmonte 22’ | Marcatori |  |

| Arbitro: | Fabbri (Ravenna) |

|  |           |            |
|  | Marcatori | 63’ Rosina |

| Arbitro: | Ostinelli (Como) |

|              |           |             |
| Lafferty 27’ | Marcatori | 20’ Rosseti |

| Arbitro: | Nasca (Bari) |

|                             |           |            |
| Giacomazzi 43’ Fabbrini 61’ | Marcatori | 63’ Benali |

| Arbitro: | Pinzani (Empoli) |

|             |           |  |
| Coralli 76’ | Marcatori |  |

| Arbitro: | Pairetto (Nichelino) |

|            |           |  |
| Rosina 43’ | Marcatori |  |

| Arbitro: | Gavillucci (Latina) |

|             |           |  |
| Bellomo 83’ | Marcatori |  |

| Siena 26 aprile 2014, ore CEST 36ª giornata | Siena          | 0 – 0 referto | Carpi | Stadio Artemio Franchi-Montepaschi Arena\| Arbitro: \| Saia (Palermo) \| |
| Arbitro:                                    | Saia (Palermo) |               |       |                                                                          |

| Arbitro: | Di Paolo (Avezzano) |

|             |           |                               |
| Rosseti 80’ | Marcatori | 12’ Babacar 74’, 76’ Granoche |

| Arbitro: | Minelli (Varese) |

|              |           |  |
| Sforzini 69’ | Marcatori |  |

| Arbitro: | Aureliano (Bologna) |

|                              |           |                |
| Spinazzola 11’ Schiavone 78’ | Marcatori | 80’ Dall'Oglio |

| Arbitro: | Di Bello (Brindisi) |

|  |           |                                          |
|  | Marcatori | 29’ Giacomazzi 53’ Rosina 88’ Rafa Jordà |

| Arbitro: | La Penna (Roma) |

|                        |           |  |
| Rosina 18’, 79’ (rig.) | Marcatori |  |

| Arbitro: | Gavillucci (Latina) |

|                                           |           |  |
| Pavoletti 68’ (rig.) Falcone 90+6’ (rig.) | Marcatori |  |

### Coppa Italia
| Arbitro: | Baracani (Firenze) |

|                                                                   |           |                 |
| Rosina 7’ (rig.) D'Agostino 14’ (rig.) Giannetti 20’ Paolucci 32’ | Marcatori | 61’ G. Giovinco |

| Arbitro: | De Marco (Chiavari) |

|  |           |            |
|  | Marcatori | 44’ Ângelo |

| Arbitro: | Chiffi (Padova) |

|                 |           |                         |
| Moscardelli 85’ | Marcatori | 78’ Valiani 122’ Feddal |

| Arbitro: | Peruzzo (Schio) |

|         |           |                                                       |
| Leto 4’ | Marcatori | 24’ Paolucci 59’ Valiani 90+1’ Pulzetti 90+3’ Rosseti |

| Arbitro: | Giacomelli (Trieste) |

|                        |           |                |
| Iličič 20’ Compper 75’ | Marcatori | 59’ Giacomazzi |